# (100580) 1997 HM16
(100580) 1997 HM16 es un asteroide perteneciente al cinturón de asteroides, descubierto el 30 de abril de 1997 por el equipo del Spacewatch desde el Observatorio Nacional de Kitt Peak, Arizona, Estados Unidos.

## Designación y nombre
Designado provisionalmente como 1997 HM16.

## Características orbitales
1997 HM16 está situado a una distancia media del Sol de 2,378 ua, pudiendo alejarse hasta 2,719 ua y acercarse hasta 2,037 ua. Su excentricidad es 0,143 y la inclinación orbital 0,706 grados. Emplea 1340,09 días en completar una órbita alrededor del Sol.

## Características físicas
La magnitud absoluta de 1997 HM16 es 16,9.